# Swiss Open Gstaad 1997 - Qualificazioni singolare
Le qualificazioni del singolare  dello  Swiss Open Gstaad 1997 sono state un torneo di tennis preliminare per accedere alla fase finale della manifestazione. I vincitori dell'ultimo turno sono entrati di diritto nel tabellone principale. In caso di ritiro di uno o più giocatori aventi diritto a questi sono subentrati i lucky loser, ossia i giocatori che hanno perso nell'ultimo turno ma che avevano una classifica più alta rispetto agli altri partecipanti che avevano comunque perso nel turno finale.
Le qualificazioni del torneo Swiss Open Gstaad 1997 prevedevano 32 partecipanti di cui 4 sono entrati nel tabellone principale.

## Teste di serie
1. Thierry Champion (Qualificato)
2. Jaime Oncins (Qualificato)
3. Fernando Vicente (Qualificato)
4. Jacobo Diaz-Ruiz (primo turno)

1. Assente
2. Gabriel Silberstein (ultimo turno)
3. Jordi Burillo (ultimo turno)
4. Radomír Vašek (primo turno)

## Qualificati
1. Thierry Champion
2. Jaime Oncins

1. Fernando Vicente
2. Bertrand Madsen

## Tabellone

### Legenda
| - Q = Qualificato - WC = Wild card - LL = Lucky loser | - ALT = Alternate - SE = Special Exempt - PR = Protected Ranking | - w/o = Walkover - r = Ritirato - d = Squalificato |

### Sezione 1
|  | Primo turno          | Primo turno          | Primo turno          | Primo turno | Primo turno |  |  | Secondo turno | Secondo turno        | Secondo turno | Secondo turno | Secondo turno |   |   | Ultimo turno | Ultimo turno     | Ultimo turno     | Ultimo turno | Ultimo turno |  |
|  |                      |                      |                      |             |             |  |  |               |                      |               |               |               |   |   |              |                  |                  |              |              |  |
|  | 1                    | Thierry Champion     | Thierry Champion     | 6           | 6           |  |  |               |                      |               |               |               |   |   |              |                  |                  |              |              |  |
|  |                      | Agustin Garizzio     | Agustin Garizzio     | 2           | 2           |  |  | 1             | Thierry Champion     | 6             | 3             | 7             |   |   |              |                  |                  |              |              |  |
|  | Marco Meneschincheri | Marco Meneschincheri | Marco Meneschincheri | 6           | 6           |  |  |               | Marco Meneschincheri | 4             | 6             | 5             |   |   |              |                  |                  |              |              |  |
|  | Tomáš Anzari         | Tomáš Anzari         | Tomáš Anzari         | 4           | 3           |  |  |               |                      |               |               |               |   |   | 1            | Thierry Champion | Thierry Champion | 7            | 6            |  |
|  | Carsten Arriens      | Carsten Arriens      | Carsten Arriens      | 6           | 6           |  |  |               |                      | 7             | Jordi Burillo | Jordi Burillo | 5 | 3 |              |                  |                  |              |              |  |
|  | Ivica Ančić          | Ivica Ančić          | Ivica Ančić          | 3           | 3           |  |  |               | Carsten Arriens      | 3             | 6             | 4             |   |   |              |                  |                  |              |              |  |
|  | 7                    | Jordi Burillo        | Jordi Burillo        | 7           | 6           |  |  | 7             | Jordi Burillo        | 6             | 4             | 6             |   |   |              |                  |                  |              |              |  |
|  |                      | Yves Allegro         | Yves Allegro         | 6           | 0           |  |  |               |                      |               |               |               |   |   |              |                  |                  |              |              |  |

### Sezione 2
|  | Primo turno             | Primo turno             | Primo turno         | Primo turno | Primo turno |  |  | Secondo turno  | Secondo turno       | Secondo turno       | Secondo turno  | Secondo turno |   |   | Ultimo turno | Ultimo turno | Ultimo turno | Ultimo turno | Ultimo turno |  |
|  |                         |                         |                     |             |             |  |  |                |                     |                     |                |               |   |   |              |              |              |              |              |  |
|  | 2                       | Jaime Oncins            | 6                   | 2           | 6           |  |  |                |                     |                     |                |               |   |   |              |              |              |              |              |  |
|  |                         | David Adams             | 3                   | 6           | 4           |  |  | 2              | Jaime Oncins        | Jaime Oncins        | 7              | 7             |   |   |              |              |              |              |              |  |
|  | Alexandre Strambini     | Alexandre Strambini     | Alexandre Strambini | 6           | 6           |  |  |                | Alexandre Strambini | Alexandre Strambini | 6              | 6             |   |   |              |              |              |              |              |  |
|  | Armando Brunold         | Armando Brunold         | Armando Brunold     | 3           | 4           |  |  |                |                     |                     |                |               |   |   | 2            | Jaime Oncins | 6            | 6            | 6            |  |
|  | Daniel Orsanic          | Daniel Orsanic          | 7                   | 5           | 6           |  |  |                |                     |                     | Daniel Orsanic | 7             | 1 | 3 |              |              |              |              |              |  |
|  | Joaquín Muñoz Hernández | Joaquín Muñoz Hernández | 6                   | 7           | 1           |  |  | Daniel Orsanic | Daniel Orsanic      | Daniel Orsanic      | 6              | 7             |   |   |              |              |              |              |              |  |
|  |                         | Ronald Agénor           | 3                   | 6           | 6           |  |  | Ronald Agénor  | Ronald Agénor       | Ronald Agénor       | 0              | 5             |   |   |              |              |              |              |              |  |
|  | 8                       | Radomír Vašek           | 6                   | 1           | 2           |  |  |                |                     |                     |                |               |   |   |              |              |              |              |              |  |

### Sezione 3
|  | Primo turno         | Primo turno         | Primo turno         | Primo turno | Primo turno |  |  | Secondo turno | Secondo turno       | Secondo turno       | Secondo turno       | Secondo turno       |   |   | Ultimo turno | Ultimo turno     | Ultimo turno     | Ultimo turno | Ultimo turno |  |
|  |                     |                     |                     |             |             |  |  |               |                     |                     |                     |                     |   |   |              |                  |                  |              |              |  |
|  | 3                   | Fernando Vicente    | Fernando Vicente    | 6           | 6           |  |  |               |                     |                     |                     |                     |   |   |              |                  |                  |              |              |  |
|  |                     | Hugo Armando        | Hugo Armando        | 2           | 2           |  |  | 3             | Fernando Vicente    | Fernando Vicente    | 6                   | 6                   |   |   |              |                  |                  |              |              |  |
|  | Filippo Messori     | Filippo Messori     | 5                   | 7           | 7           |  |  |               | Filippo Messori     | Filippo Messori     | 3                   | 3                   |   |   |              |                  |                  |              |              |  |
|  | Roger Federer       | Roger Federer       | 7                   | 5           | 6           |  |  |               |                     |                     |                     |                     |   |   | 3            | Fernando Vicente | Fernando Vicente | 7            | 6            |  |
|  | Oscar Serrano-Gamez | Oscar Serrano-Gamez | Oscar Serrano-Gamez | 7           | 6           |  |  |               |                     | 6                   | Gabriel Silberstein | Gabriel Silberstein | 6 | 1 |              |                  |                  |              |              |  |
|  | Severin Lüthi       | Severin Lüthi       | Severin Lüthi       | 6           | 3           |  |  |               | Oscar Serrano-Gamez | Oscar Serrano-Gamez | 2                   | 1                   |   |   |              |                  |                  |              |              |  |
|  | 6                   | Gabriel Silberstein | Gabriel Silberstein | 6           | 6           |  |  | 6             | Gabriel Silberstein | Gabriel Silberstein | 6                   | 6                   |   |   |              |                  |                  |              |              |  |
|  |                     | David Rikl          | David Rikl          | 2           | 4           |  |  |               |                     |                     |                     |                     |   |   |              |                  |                  |              |              |  |

### Sezione 4
|  | Primo turno         | Primo turno         | Primo turno      | Primo turno | Primo turno |  |  | Secondo turno   | Secondo turno   | Secondo turno  | Secondo turno | Secondo turno |   |   | Ultimo turno    | Ultimo turno    | Ultimo turno | Ultimo turno | Ultimo turno |  |
|  |                     |                     |                  |             |             |  |  |                 |                 |                |               |               |   |   |                 |                 |              |              |              |  |
|  |                     | Bertrand Madsen     | Bertrand Madsen  | 6           | 7           |  |  |                 |                 |                |               |               |   |   |                 |                 |              |              |              |  |
|  | 4                   | Jacobo Diaz-Ruiz    | Jacobo Diaz-Ruiz | 3           | 6           |  |  | Bertrand Madsen | Bertrand Madsen | 6              | 2             | 7             |   |   |                 |                 |              |              |              |  |
|  | Andres Zingman      | Andres Zingman      | Andres Zingman   | 6           | 6           |  |  | Andres Zingman  | Andres Zingman  | 4              | 6             | 6             |   |   |                 |                 |              |              |              |  |
|  | Vince Mellino       | Vince Mellino       | Vince Mellino    | 4           | 1           |  |  |                 |                 |                |               |               |   |   | Bertrand Madsen | Bertrand Madsen | 6            | 3            | 6            |  |
|  | Sándor Noszály      | Sándor Noszály      | 0                | 6           | 6           |  |  |                 |                 | Piet Norval    | Piet Norval   | 2             | 6 | 4 |                 |                 |              |              |              |  |
|  | Ruben Fernandez-Gil | Ruben Fernandez-Gil | 6                | 4           | 2           |  |  | Sándor Noszály  | Sándor Noszály  | Sándor Noszály | 2             | 3             |   |   |                 |                 |              |              |              |  |
|  | Piet Norval         | Piet Norval         | 6                | 3           | 6           |  |  | Piet Norval     | Piet Norval     | Piet Norval    | 6             | 6             |   |   |                 |                 |              |              |              |  |
|  | David Macpherson    | David Macpherson    | 3                | 6           | 2           |  |  |                 |                 |                |               |               |   |   |                 |                 |              |              |              |  |